# Kościół św. Jana Chrzciciela w Mazewie
Kościół Świętego Jana Chrzciciela – rzymskokatolicki kościół parafialny należący do dekanatu Krośniewice diecezji łowickiej.
Jest to świątynia wzniesiona w 1830 roku w stylu surowego klasycyzmu. Składa się z jednej nawy, umieszczonych z lewej i prawej strony prezbiterium dwóch zakrystii, murowanego chóru muzycznego oraz jednowieżowej fasady. Do wyposażenia kościoła należą: ołtarz główny wykonany w drugiej połowie XVII wieku i ozdobiony obrazem "Chrztu Chrystusa w Jordanie" namalowanym w pierwszej połowie XIX wieku i figurami Najświętszej Maryi Panny oraz anioła będącymi pierwotnie częścią grupy Zwiastowania; dwa ołtarze boczne wykonane w pierwszej połowie XIX wieku ozdobione obrazem św. Dominika adorującego Maryję z Dzieciątkiem i krucyfiksem, wykonanym w pierwszej połowie XIX wieku.